# Oussou Konan
Oussou Konan Anicet Harian Maxmalon oder kurz Oussou Konan (* 23. Januar 1989 in M’bonoua; † vor oder am 3. Dezember 2021 in Anyama) war ein ivorischer Fußballspieler.

## Karriere
Soro begann mit dem Vereinsfußball beim ivorischen Verein Africa Sports National, wo er 2006 in den Kader der ersten Mannschaft involviert wurde und in dieser bis 2008 tätig war.
Anschließend wechselte er zum tunesischen Verein Espérance Tunis, bei dem er eher ein Reservistendasein fristete und zweimal an andere Vereine ausgeliehen wurde.
Nach seiner Zeit bei Espérance Sportive spielte er für die nordafrikanischen Klubs Misr El-Makasa, al Ahly Kairo und Hajer Club.
In der Sommertransferperiode 2013 heuerte Konan beim türkischen Zweitligisten Gaziantep Büyükşehir Belediyespor an. Anfang 2014 verließ er diesen Klub wieder und schloss sich HJK Helsinki an. Mitte 2015 verpflichtete ihn der ägyptische Verein Tala’ea El-Gaish SC. Hier blieb er zwei Jahre lang, kam aber nur unregelmäßig zum Einsatz. Nach einem halbjährigen Intermezzo beim Saham Club im Oman wechselte er Anfang 2017 zu CA Bizertin nach Tunesien. Auch hier war er nicht lange, spielte im Anschluss in seiner Heimat, dann in der Schweiz und in Vietnam. Etwas mehr als einen Monat nach seinem Vertrag beim saudischen Club Al-Bukiryah FC wurde er tot aufgefunden. Es gab Gerüchte um eine Vergiftung und einen familieninternen Streit.